# Яя-Водокачка
Яя-Водокачка — упразднённый посёлок в Тайгинском городском округе Кемеровской области России. Исключён из учётных данных в 2000 году.

## География
Яя-Водокачка располагалась на левом берегу реки Яя, ниже впадения в нее реки Берёзовая, на расстоянии приблизительно 10 км по прямой к юго-востоку от разъезда Кузель.

## История
Законом Кемеровской области от 25 октября 2000 года № 708 посёлок исключен из учётных данных.

## Население
| 1979 | 1989 |
| ---- | ---- |
| 19   | ↘6   |